# سرقت زوجي
سرقت زوجي أو سلسلة العلاقات المتغيرة (Silsila Badalte Rishton Ka) (بالهندية: सिलसिला बदलते रिश्त का) هو مسلسل درامي هندي رومانسي، تم عرضه لأول مرة في 4 يونيو 2018 على تليفزيون كولورز تي في، تم إنتاجه بواسطة تحن Sphere Origins [الإنجليزية]، ركز المسلسل على تغيير العلاقات، بالإضافة إلى الشؤون الزوجية. يتطرق المسلسل أيضًا إلى العنف المنزلي ضد المرأة من خلال التركيز على زوج نانديني، لعبت الأدوار بواسطة أديتي شارما ودراشتي دامي وشاكتي آرورا. في عام 2019، قفز المسلسل قفزة 17 سنوات وركز على ميتشي وباري وروهان التي قام الأدوار تيجاسوي براكاش وأنيري فاجاني وكونال جايسينغ، تم بث الموسم الأول للمسلسل على تليفزيون كولورز تي في بينما تم إصدار الموسم الثاني على منصة الويب Voot.

## روابط خارجية
- سرقت زوجي على موقع IMDb (الإنجليزية)
- سرقت زوجي على موقع كينوبويسك (الروسية)
- سرقت زوجي على موقع قاعدة بيانات الفيلم (الإنجليزية)